# Stenolpium
Genre
Stenolpium est un genre de pseudoscorpions de la famille des Hesperolpiidae.

## Distribution
Les espèces de ce genre se rencontrent en Amérique du Sud.

## Liste des espèces
Selon Pseudoscorpions of the World (version 3.0) :
- Stenolpium asperum Beier, 1954
- Stenolpium fasciculatum Mahnert, 1984
- Stenolpium insulanum Beier, 1978
- Stenolpium mediocre Beier, 1959
- Stenolpium peruanum Beier, 1955
- Stenolpium robustum Beier, 1959
- Stenolpium rossi Beier, 1959

et décrite depuis :
- Stenolpium sayrii Cossios, 2023

## Systématique et taxinomie
Ce genre a été décrit par Beier en 1955. Il est placé dans les Hesperolpiidae par Benavides, Cosgrove, Harvey et Giribet en 2019.

## Publication originale
- Beier, 1955 : « Pseudoscorpionidea. » Beiträge zur Fauna Perus, nach der Ausbeute der Hamburger Südperu-Expedition 1936, und anderen Sammlungen, wie auch auf Grund von Literaturangaben, Gustav Fischer, Jena, vol. 4, p. 1-12.